# Mediterraneo/Le parole di ogni giorno
Mediterraneo/Le parole di ogni giorno è un singolo della cantante italo-francese Dalida, pubblicato nel 1984 dall'etichetta Fonit Cetra.

## Storia
Il singolo esce nel giugno 1984 ed è la versione in italiano di due canzoni cantate da Dalida in francese: Soleil e Les P'tits Mots.
Il singolo non avrà alcuna promozione da parte della cantante tranne che per il brano Mediterraneo, che sarà interpretato, in Italia, in due occasioni: una al Maurizio Costanzo Show e l'altra al varietà televisivo Fascination, annunciando un album in lingua italiana mai realizzato. Quella al Fascination sarà, a tutti gli effetti, anche l'ultima apparizione di Dalida alla televisione italiana prima della sua morte. 
Mediterraneo verrà proposto anche in Francia con un'interpretazione (ritenuta, dai più, "improvvisata" a causa di un errore nell'invio della base musicale da parte della regia che avrebbe dovuto mandare Soleil, la versione francese) in cui Dalida attraverserà, cantando, uno dei ponti del Canal Saint-Martin di Parigi.

## Tracce
Lato A
1. Mediterraneo – 4:04 (musica di Bernard Estardy, testo di Antonio Summa e Gianfrancesco Guarnieri)

Lato B
1. Le parole di ogni giorno – 4:01 (musica di Roland Romanelli, testo di Jean-Pierre Lang, Jeff Barnel e Paolo Dossena)